# أوستمارك

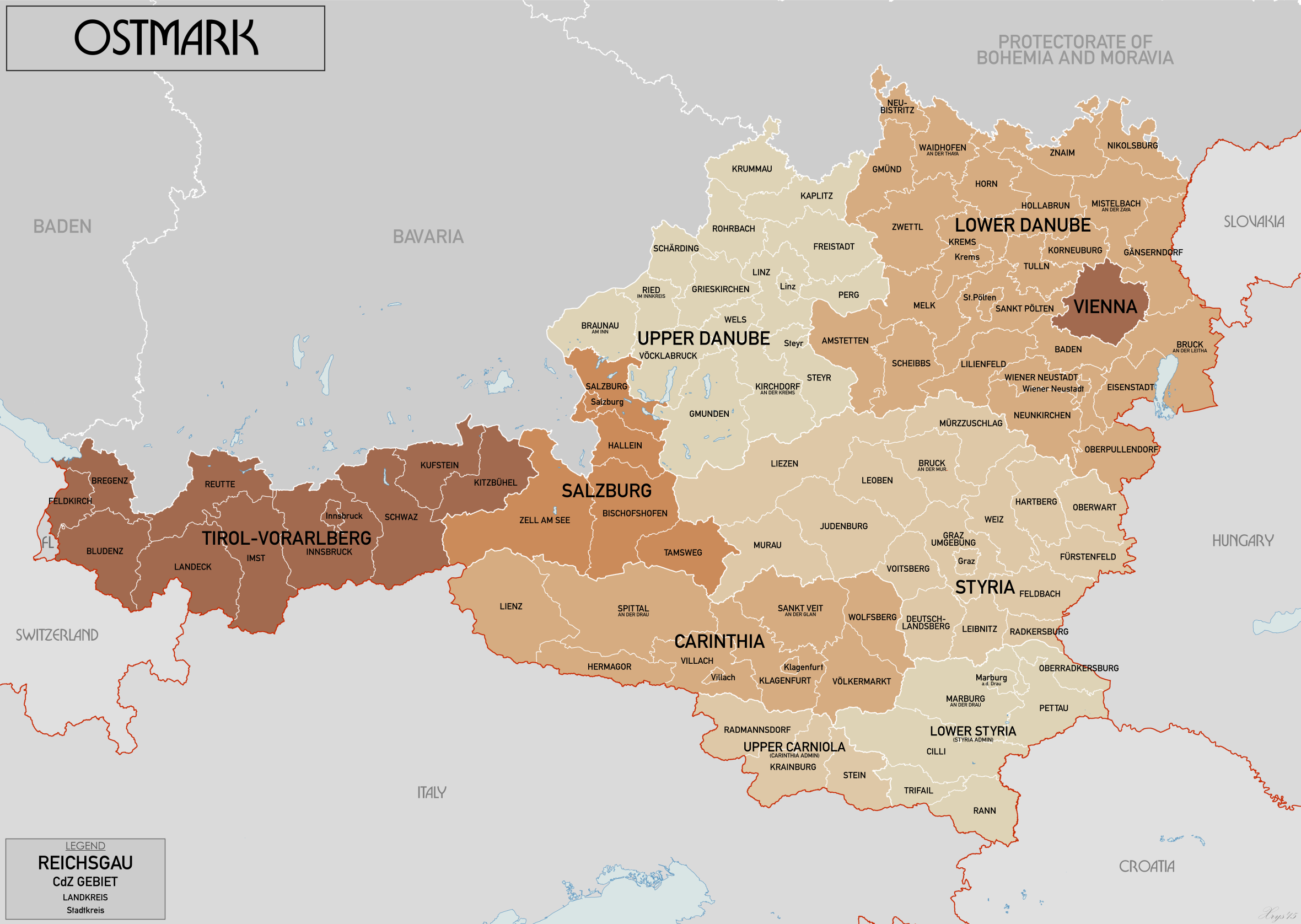
اوستمارك في عام 1941

أوستمارك (تُلفظ بالألمانية: [ˈʔɔstmaʁk]  ( سماع)، «المسيرة الشرقية») كان الاسم الذي تستخدمه الدعاية النازية من عام 1938 إلى عام 1942 ليحل محل اسم دولة النمسا الاتحادية المستقلة سابقًا بعد عملية أنشلوس مع ألمانيا النازية. من Anschluss حتى عام 1939، كان الاسم الرسمي المستخدم هو Land Österreich («دولة النمسا»).

## نظرة عامة
بعد أن أنهى أخيرًا ذو المولد النمساوي أدولف هتلر الاتحاد بين مسقط رأسه وألمانيا (أنشلوس)، تمت إعادة تسمية الحكومة النازية بالأرض المدمجة: اسم النمسا (أوستريتش بالألمانية، بمعنى «المجال الشرقي») تم استبداله في البداية بـ «أوستمارك»، في إشارة إلى القرن العاشر مارشا أورينتال. كان من المفترض تغيير الاسم للإشارة إلى النمسا باعتبارها الآن «المسيرة الشرقية» للرايخ.
في أغسطس 1938، أشار دوناو تسايتونج بفخر إلى باساو بأنها «مهد أوستمارك الجديد».

## تقسيم
وفقًا لـ Ostmarkgesetz اعتبارًا من 1 مايو 1939، أعيد تنظيم ولايات النمسا السابقة إلى سبعة Reichsgaue، كل واخدة تحت حكم مسؤول حكومي يشغل المكتبين الثنائيين ل Reichsstatthalter (حاكم) وGauleiter (زعيم الحزب النازي):